# Forteresse de Mayence
Mayence fut, de 1619 à 1918, une forteresse et une ville de garnison. La présence des militaires et les fortifications étendues ont fortement marqué la vie des citoyens mayençais. En raison de sa position stratégiquement favorable, Mayence a joué un grand rôle dans le passé : d'un côté à l'autre de la frontière, on l'appelait le boulevard de la France ou das Bollwerk Deutschlands.
La citadelle, une place forte érigée vers l'an 1619, fut transformée au cours des siècles en une véritable forteresse par les archevêques de Mayence.
En particulier, Mayence fut successivement forteresse fédérale puis forteresse impériale. Plusieurs casernes et ouvrages de fortification subsistent encore aujourd'hui en ville. De nombreux noms de rue renvoient au passé de ville-forteresse. La citadelle de Mayence, principal vestige de la forteresse, est considérée comme un des édifices historiques importants de la métropole rhénane.

## La forteresse dans les temps modernes
Les premières fortifications modernes sont l'œuvre de Johann Schweikhard von Kronberg autour de 1619. Le rempart médiéval de Mayence est alors relié et renforcé aux points les plus importants avec des talus. Le Mont Saint-Jacob, un point extrêmement important en limite de la ville, est doté d'un fort, le « Schweickhardtsburg », pour des raisons stratégiques. Toutefois, la principauté n'ayant pas les moyens d'entretenir le nombre de soldats nécessaire à une défense appropriée, le roi de Suède Gustave Adolphe peut investir la ville sans encombre le 23 décembre 1631. L'occupation suédoise perdure jusqu'au mois de janvier 1636. Les installations de la forteresse existante sont renforcées. À l'embouchure du Main, l'occupant ébauche même un avant-poste auquel il donne le nom de Gustavsburg.
Après la fin de guerre de Trente Ans, le prince Jean-Philippe de Schönborn fait de Mayence une forteresse. Ainsi, on établit entre 1655 et 1675 un ensemble de 16 bastions qui forment une enceinte en forme d'étoile autour de Mayence. La citadelle construite sur le Mont Saint-Jacob et qui a remplacé le fort du « Schweickhardtsburg », sert désormais de quartier général.
Les troupes d'invasion de la guerre de la Ligue d'Augsbourg se présentent devant Mayence en 1689. Malgré les fortifications toutes récentes de la ville, l'archevêque Anselm Franz von Ingelheim préfère capituler, puisqu'il ne peut opposer qu'une garnison de 800 miliciens aux 20 000 soldats français. C'est ainsi que Mayence tombe pour la première fois aux mains des Français.
Protégé de Louvois, Nicolas Chalon du Blé fut chargé de tenir la place de Mayence. Les armées de secours du Saint-Empire commandées par le duc Charles V de Lorraine n'atteignirent la ville que le 16 juin 1689. Mayence fut libérée après trois mois de siège et de bombardement le 8 septembre 1689. Elle devait encore souffrir de la campagne de dévastation des villes du Palatinat ordonnée par Louvois pendant la retraite des troupes françaises.
De 1710 à 1730, le prince Lothar Franz von Schönborn et l'architecte de forteresse Maximilian von Welsch font construire une deuxième ceinture de fortification autour de la ville qui est composée de cinq forts avancés (aussi dit Schanze). Ceux-ci sont reliés par un remblai et pouvaient être secourus par des soldats passant par un souterrain venant de la première enceinte de la forteresse. En raison du danger d'être envahis par les Français, Philipp Karl von Eltz permet (mais avec beaucoup de réticence) de laisser renforcer les fortifications de la ville de Mayence et de construire le Nouvel arsenal de Mayence.
« La défense de cette place sur les deux rives du Rhin, depuis les crêtes de Sainte-Croix jusqu'à Biebrich embrasse un développement de 12 000 mètres de longueur sur près de 8 000 de largeur depuis Hochheim jusqu'au vallon de Zahlbach-Dalheim. Le Hartenberg et les hauteurs de Weisenau sont les points principaux sur la rive gauche du fleuve. La forme générale des fortifications de Mayence est une demi-ellipse dont le grand diamètre serait la ligne tracée par le cours du Rhin. La portion du périmètre qui faisait face à la France était hérissée de moyens défensifs. L'enceinte proprement dite comprenait un bon système bastionné, enveloppé de murs épais et de fossés profonds; les demi-lunes en étaient cependant trop petites. Cette enceinte avait son aile à l'amont du Rhin construite en citadelle : l'autre aile n'était pas revêtue en entier, mais elle avait des fossés pleins d'eau, et le terrain qui descendait à Mombach était marécageux. Cette première enveloppe se terminait par un beau glacis contre-miné; à la queue de ce glacis se trouvait un cordon de cinq forts. Ces forts, qui s'appelaient Saint-Charles, Sainte-Élisabeth, Saint-Philippe, Saint-Joseph et le Hauptstein, renfermaient les moyens de chicane d'une guerre souterraine bien entendue. Nous trouvâmes les défenses extérieures de la place palissadées dans toutes leurs parties. »
— Jean-Louis Gay de Vernon, Mémoire sur les opérations militaires ... pendant les années 1792 et 1793
Faute d'argent pour entretenir une garnison suffisante, la forteresse de Mayence tombe sans combattre aux mains des Français en 1792 au cours des guerres révolutionnaires. 

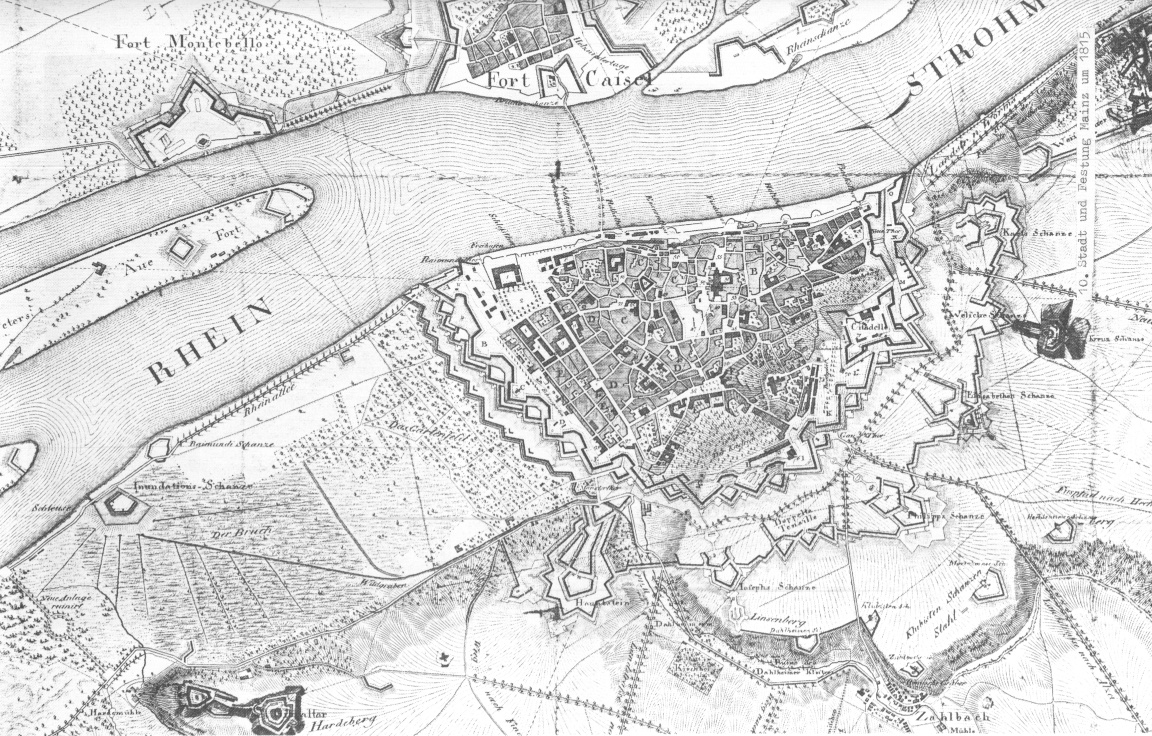
Le pont-écluse de Mayence avec sa digue jusqu'à la porte Raimond; vis-à-vis l'île Saint-Pierre et le fort Montebello.

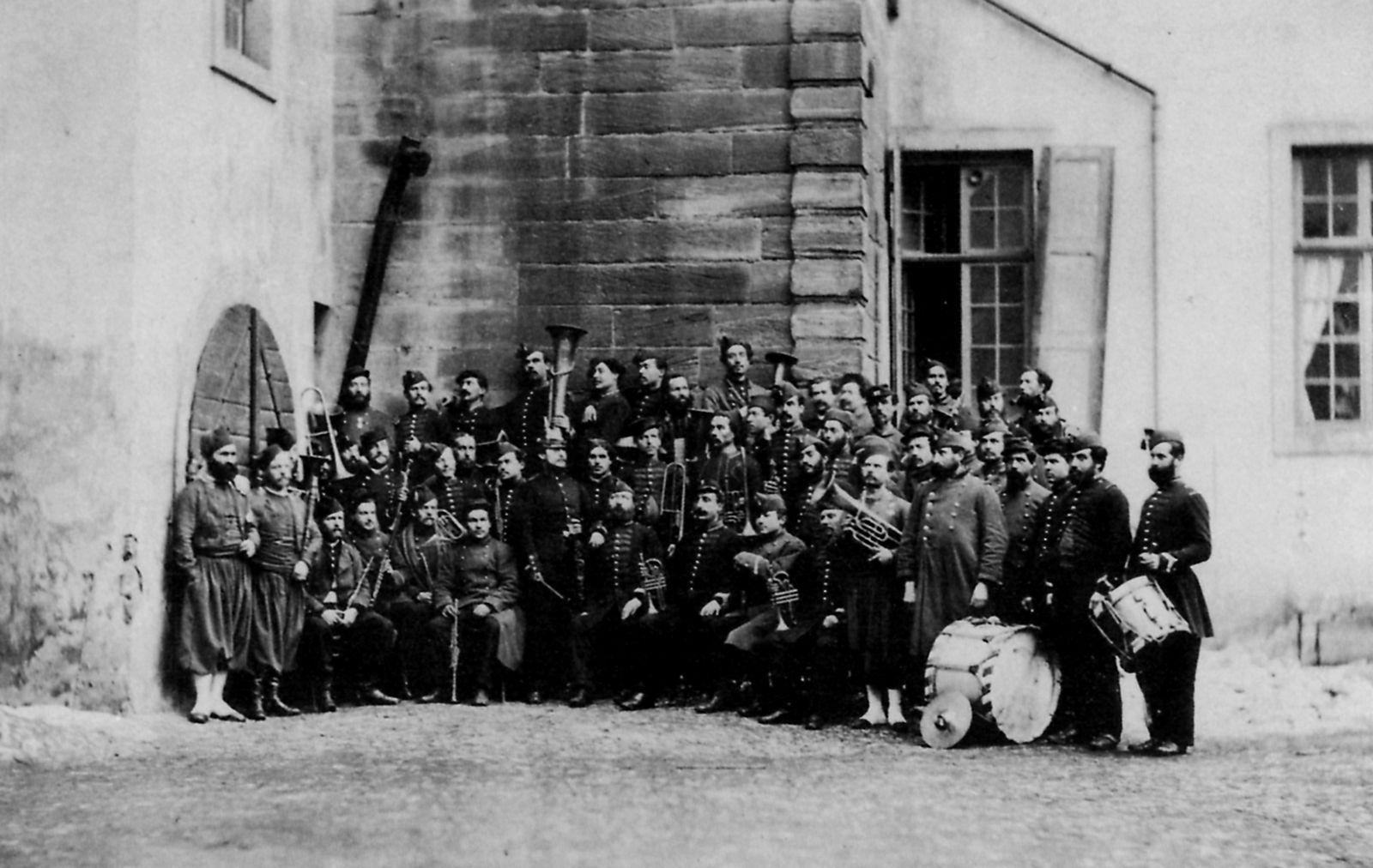
prisonniers français de la Guerre franco-allemande de 1870 à Mayence.

En 1793, la forteresse de Mayence devait être à nouveau occupée par des troupes allemandes. Seulement quelques années plus tard, au terme du traité de Campo-Formio, la ville revint de façon durable à la France. Elle devint sous Napoléon la forteresse la plus importante au Rhin, nouvelle frontière de la France à l'est.
« Mayence est une bonne place ; elle est peut-être une des plus importantes du point de vue de l’offensive comme de la défensive. On doit la tenir constamment en bon état. Les deux côtés les plus faibles sont les marais de Mombach et du fort Charles. »
— Napoléon Ier
La place de Mayence fut fortifiée entre autres par l'officier du génie Simon François Gay de Vernon et le colonel du génie Clément.
Son statut militaire devait coûter cher à la ville dans les derniers jours de la campagne d'Allemagne : avec la retraite de la « Grande armée » à l'automne 1813, Mayence était la première ville d'étape sur le sol français. Un grand nombre de soldats frappés par la fièvre se répandaient par les rues étroites de la ville et propagèrent ainsi rapidement une épidémie. Le « Typhus de Mayence » fit payer un lourd tribut à la population.

## La forteresse fédérale et la forteresse d'Empire
Après la retraite des Français en 1814, lors de la réorganisation de l'Allemagne au cours du congrès de Vienne, Mayence échut au Grand-Duché de Hesse-Darmstadt. Le 30 juin 1816 le traité correspondant fut signé. La forteresse de Mayence a été subordonnée en même temps à la confédération germanique. L'effectif de l'armée fédérale stationnée à Mayence, qui s'élevait à environ 7 000 hommes en temps de paix, pouvait être porté à 20 000 hommes en cas de conflit. Les troupes étaient composées à parts égales d'Autrichiens et de Prussiens, ainsi qu'un régiment d'infanterie du grand-duché de Hesse.
Les constructions de la place de Mayence seront exécutées exclusivement par des officiers du génie autrichiens … ; que par conséquent à Mayence relativement a eu rétablissement les obligations du directeur du génie passeront à un officier du génie autrichien, tandis que tous les autres objets non relatifs au rétablissement des fortifications continueront à être de la compétence de l'officier du génie prussien, que rénove les casernes, les bâtiments pour les officiers du génie, les magasins pour l'artillerie et la poudre et érigée les corps de garde prussien.
La rivalité de la Prusse et l'Autriche dans la forteresse après les années 1820 se traduisent par une ligne de démarcation, la Ludwigsstraße, entre deux armées et deux polices qui se partageaient territorialement Mayence. En 1829 le Corps de garde prussien de Mayence était erigee.
Les Länder allemands considéraient désormais la forteresse de Mayence comme un bastion important contre la France à l'ouest. Ainsi, des grandes dépenses ont été consenties pour développer la forteresse et moderniser des installations militaires existantes. Franz Scholl spécialisé dans les fortifications défensives fortifia la forteresse avec une nouvelle génération de fortifications perpendiculaires terre à terre à deux étages en forts détachés de conception moderne. Mayence fut dotée d'une garnison permanente entretenue par la Prusse et l'Autriche.
En 1841, le comte Carl zu Castell-Castell, qui avait servi comme capitaine dans l'armée royale et impériale, fut nommé représentant de l'Autriche. À cette époque, on reconstruisit plusieurs bâtiments militaires, qui subsistent encore aujourd'hui : par exemple, le fort Weisenau dans le parc municipal, le magasin aux vivres au Schillerplatz, le fort Josef, dont une grande partie subsiste à côté des hôpitaux (il abrite aujourd'hui une collection privée d'uniformes historiques) ou le fort Bingen, dont une casemate subsiste sur le campus de l'université de Mayence. Le fort Bingen, avec le fort Maria-Born, le fort Josef et le fort Gonsenheim, constituent l'ossature d'une troisième enceinte fortifiée autour de Mayence.
En 1862, l'archiduc Guillaume François d'Autriche est nommé commandant de la forteresse.
En 1866, (20 juillet au 26 août) le général d'armée bavarois Ludwig von Rechberg und Rothenlöwen, fut gouverneur militaire de la forteresse de Hesse-rhénane. Après la guerre austro-prussienne de 1866 Mayence a été premièrement forteresse prussienne plus tard forteresse d'Empire; la caserne Neutorkaserne a été construite vers 1866.
La première ligne de défense de Mayence, y compris la zone inondable, perd son statut militaire après la guerre franco-prussienne en 1872 à la suite des négociations avec l’administration de la forteresse fédérale et fait place à des quartiers modernes et aux zones industrielles de Mainz-Neustadt.
La « Nouvelle Ligne de Défense » (troisième ceinture fortifiée de Mayence) sera réalisée au début du XXe siècle, puis modernisée au cours de ce même siècle.
Dès 1904, le gouvernement allemand avait profondément revu le système défensif de la ville, construisant notamment quelques forts type fort von Biehler autour de l’agglomération à Cassel, Ebersheim, Westerberg et Mainzer Berg.

## Documentations

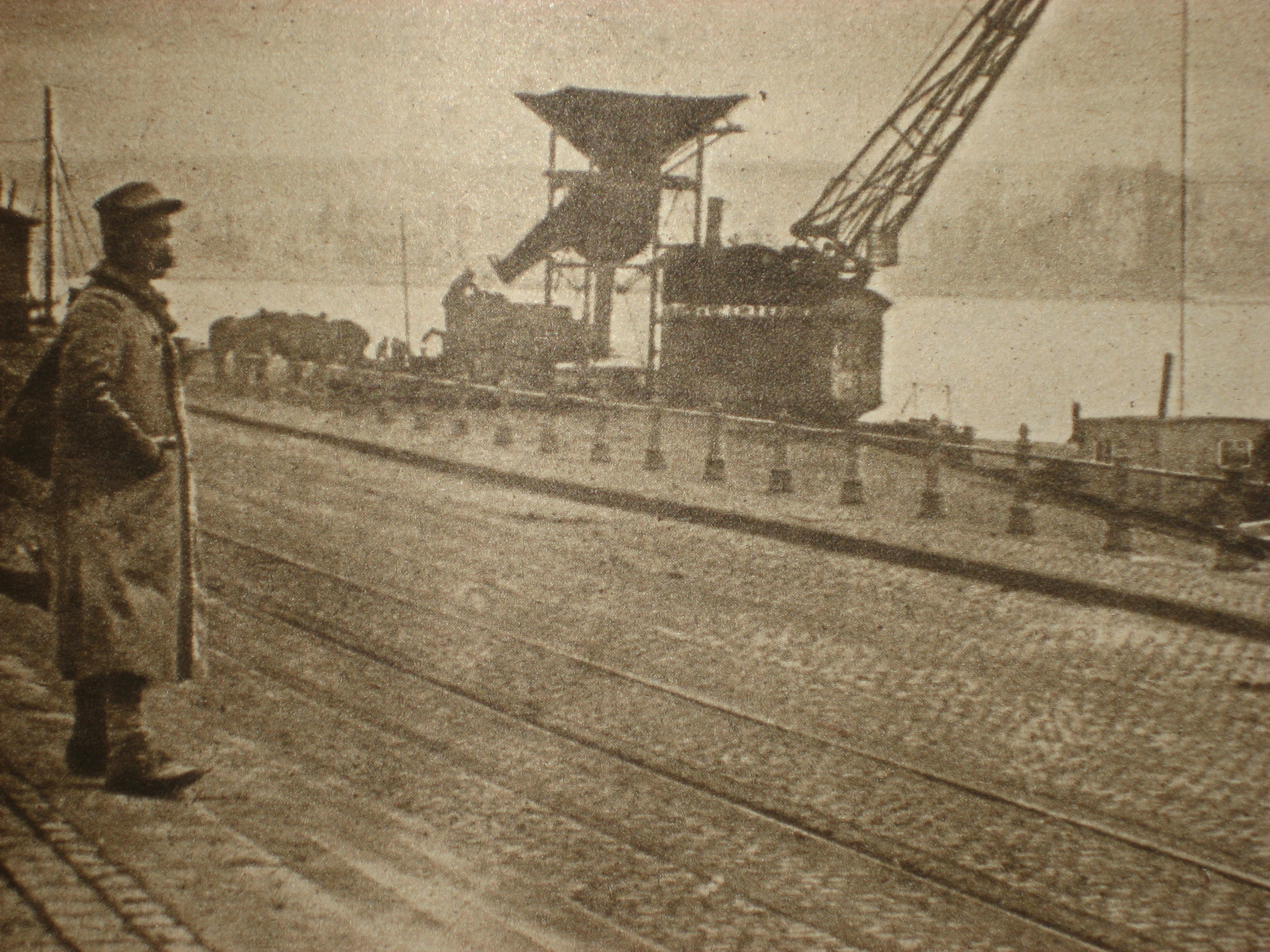
Soldat français sur les bords du Rhin à Mayence. 1918

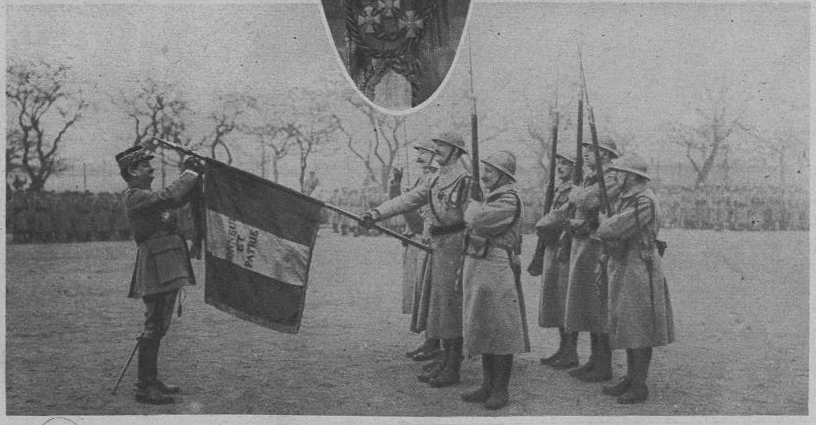
Mangin remettant avec ses dix citations la croix de guerre 1914-1918 avec palmes au Régiment d'infanterie-chars de marine le 5 février 1919.

- Les plans de la forteresse de Mayence peuvent être consultés au Service historique de la défense.
- Des documents sur le défilé des troupes d'occupation en 1921 et sur la visite du général de Gaulle à Mayence en 1945 sont consultables auprès de l'Établissement de communication et de production audiovisuelle de la Défense.